# Menemerus taeniatus
Menemerus taeniatus är en spindelart som först beskrevs av Koch L. 1867.  Menemerus taeniatus ingår i släktet Menemerus och familjen hoppspindlar. Inga underarter finns listade i Catalogue of Life.